# Lipotriches abuensis
Lipotriches abuensis är en biart som först beskrevs av Cameron 1908.  Lipotriches abuensis ingår i släktet Lipotriches och familjen vägbin. Inga underarter finns listade i Catalogue of Life.